# کوران ترکیه

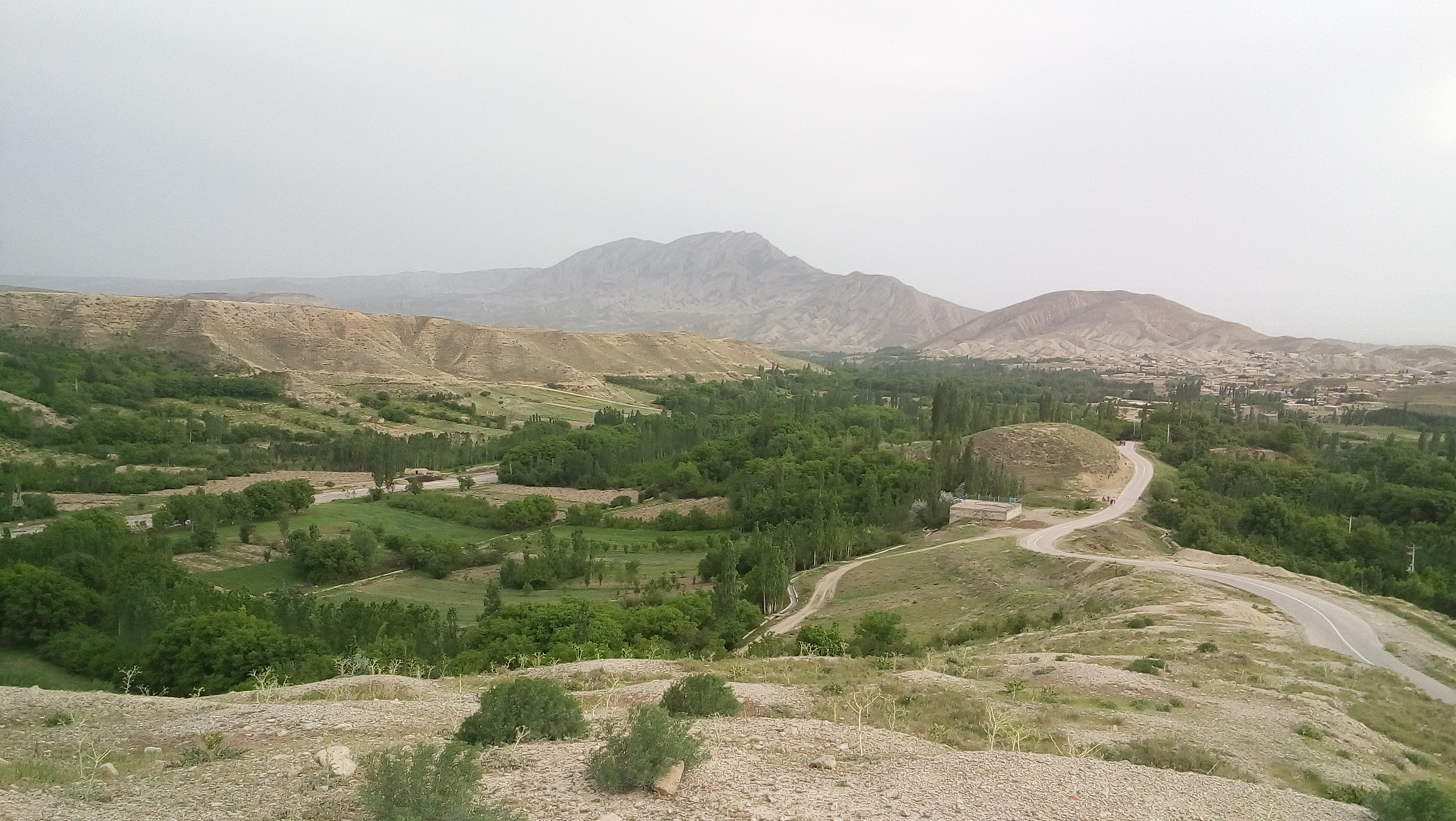

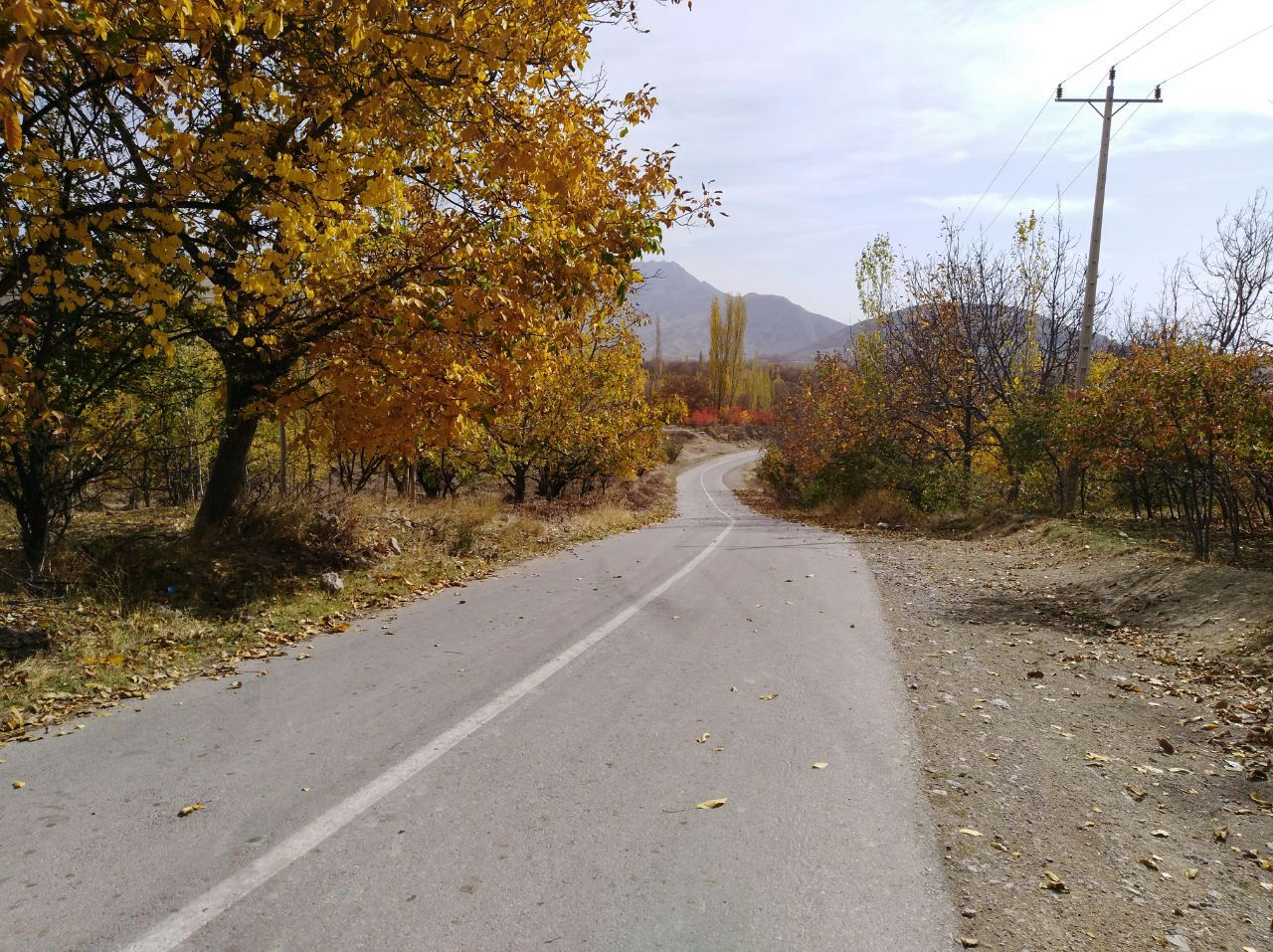

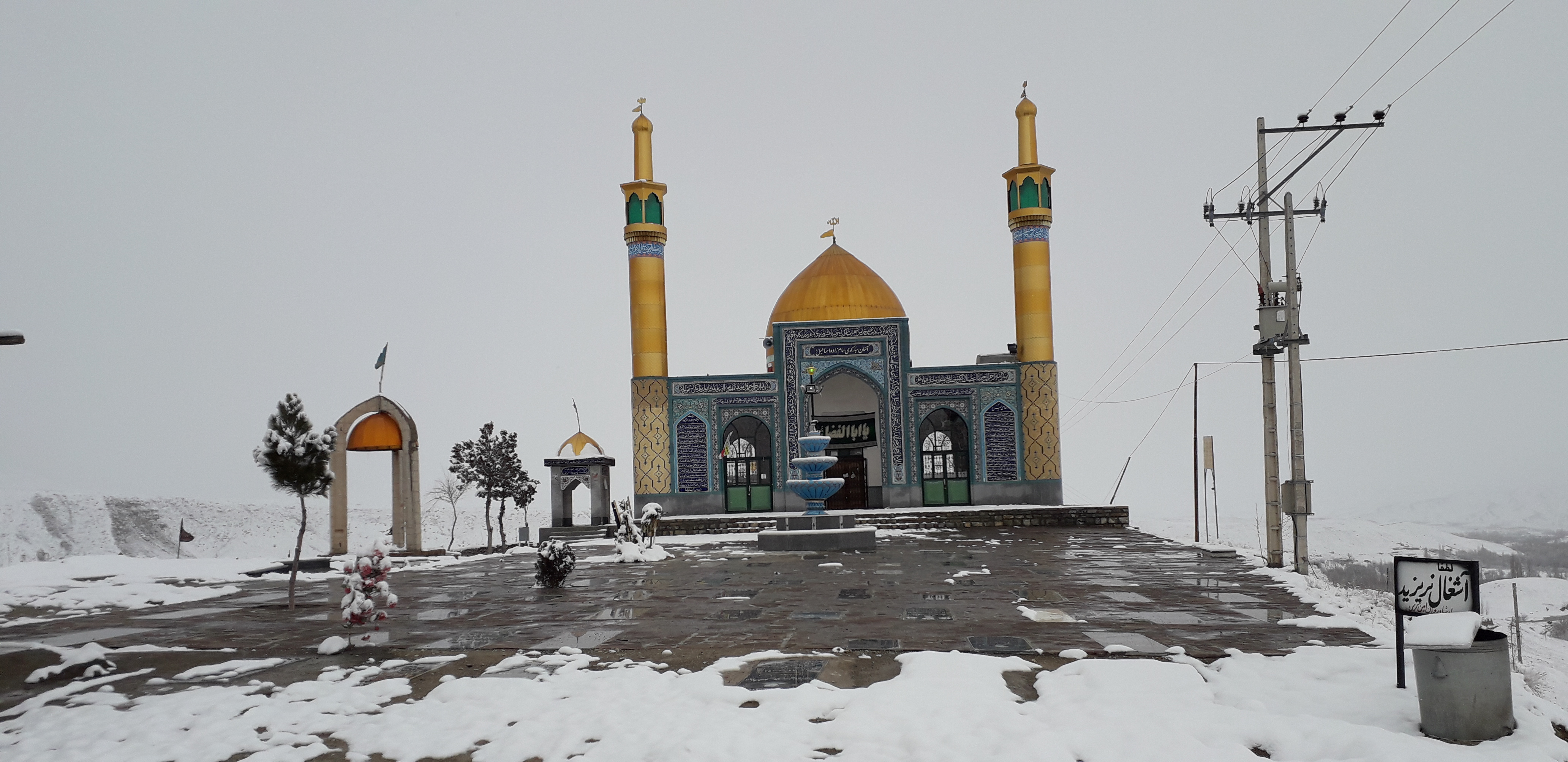

کوران ترکیه یک روستا در ایران است که در خراسان شمالی بخش خبوشان واقع شده است. کوران ترکیه دارای ۶۶۷
نفر جمعیت در سر شماری ۱۳۹۵ را دارا می‌باشد که اغلب مهاجران باکو و ترکمنستان بوده‌اند و قدمت تاریخی آن به حدود قرن ششم برمی گردد که تپه، منجوق تپه دلیل بر قوت تاریخی بودن روستا می‌باشد. روستا دارای دره‌های پهناور و پرآب و کوه‌های سربه فلک کشیده و زیبایی و موقعیت جغرافیایی مناسب می‌باشد
دهیار ...... می‌باشد.
روستای کوران ترکیه در سال ۹۷ در دوره دهیاری جدید و همت شورای اسلامی حدود ۱۰۰۰۰ متر خیابان روستایی آسفالت شدو اتاقک دستگاه دیجیتال ساخته شد.
همچنین باتلاش فراوان بعد از سال ۱۳۸۲ نقشه روستا در حال بازنگری می‌باشد. که با پیش‌بینی سمت توسعه روستایی ان شا الله زمین جهت ساخت مسکن برای جوانان مهیا می‌گردد. لازم است ذکر شود با اطلاع‌رسانی در خصوص تغییر کشت کشاورزی اهالی دارای درآمد زیادی شدند که این عامل باعث مهاجرت معکوس از شهر به روستا شده است.
محصول عمده کشاورزی آن آلبالو گیلاس انگور کشمش گردوگندم زعفران می‌باشد. درهمعروف آن به طول ۱۰ کیلومتر معروف به دره خوکانلو بسیار دیدنی است.
روستا در حال احداث یک ساختمان بومگردی جهت جذب گردشگران داخلی و خارجی می‌باشد.
اهالی روستا حضور گردشگران را به روستا
را به فال نیک گرفته و به همه خوش آمد می‌گوید.
به امید ایجاد روستایی توریستی و زیبا